# Xã Black River, Quận Reynolds, Missouri
Xã Black River (tiếng Anh: Black River Township) là một xã thuộc quận Reynolds, tiểu bang Missouri, Hoa Kỳ. Năm 2010, dân số của xã này là 594 người.